# Дорнхольцхаузен (Рейн-Лан)
Дорнхольцхаузен (нем. Dornholzhausen) — община в Германии, в земле Рейнланд-Пфальц.
Входит в состав района Рейн-Лан. Подчиняется управлению Нассау. Население составляет 223 человека (на 31 декабря 2010 года). Занимает площадь 3,93 км².